# Two Worlds II: Pirates of The Flying Fortress
Two Worlds II: Pirates of The Flying Fortress – dodatek do komputerowej gry fabularnej Two Worlds II. Podobnie jak podstawowa wersja gry, dodatek został wyprodukowany przez polskie studio Reality Pump Studios i wydany w 2011 roku przez Zuxxez. Została wydana na platformy PlayStation 3, Xbox 360, Microsoft Windows i OS X. Dodatek wymaga podstawowej wersji gry, jednak nie jest on z nią fabularnie związany.